# Vostok 3
För andra betydelser, se Vostok (olika betydelser).
Vostok 3, (ryska: Восток-3) var en bemannad rymdfärd som ingick i det sovjetiska Vostokprogrammet. Rymdfärden skedde tillsammans med Vostok 4 och var på så sätt den första med två rymdfarkoster samtidigt. De två kapslarna kom 5 km ifrån varandra och kontakt mellan skeppen kunde etableras. Kosmonauten Andrijan Nikolajev stannade nästan fyra dagar i jordens omloppsbana.

## Flygförloppet
Vostok 3 startade den 11 augusti 1962 klockan 8:30 (UTC) från Kosmodromen i Bajkonur och nådde efter några minuter omloppsbanan med en perigeum av 166 km, en apogeum av 218 km och en inklination av 65 grader.
Bara 24 timmar senare startades Vostok 4 med Pavel Popovitj.
Farkosternas banor var så beräknade att de nådde ett minsta avstånd av 6 km från varandra. Kosmonauterna hade ingen möjlighet att påverka denna händelse. Det antas att bägge kosmonauterna hade kontakt via radio under hela tiden där de var tillsammans i rymden.
Vostok 3 kretsade 64 gånger runt jorden. Eter nästan fyra dagar i omloppsbana runt joden återinträdde farkosten i jordens atmosfär. Landningen skedde den 15 augusti 1962 klockan 6:52 (UTC). Som hos alla Vostok-farkoster använde Nikolajev katapultstol och fallskärm. Vostok 3 och 4 landade ungefär 200 km från varandra, söder om Qaraghandy, i Kazakstan.

## Besättning
Ordinarie
- Andrijan Nikolajev

Backup
- Boris Volуnov

Reserv
- Valerij Bykovskij

## Betydelse
Med nästan fyra dagar satte Nikolajev ett nytt rekord för vistelse i rymden. Amerikanernas dittills längsta rymdfärd, av Scott Carpenter, varade bara cirka fem timmar.
Att skjuta upp två rymdfarkoster inom loppet av 24 timmar betraktades av alla fackpersoner runt om i världen som en anmärkningsvärd prestation.